# 梅恩角
梅恩角（英語：Cape Main），是南極洲的海岬，位於維多利亞地的博克格雷溫克海岸，處於安娜角以北9公里的庫爾曼島東面，在1966年由新西蘭南極名稱諮詢委員會命名，現時由南極條約體系管理。